# Audiometr
Audiometr je přístroj pro vyšetřování funkčních vlastností sluchového ústrojí člověka.
Jde o kalibrovaný elektrický generátor akustických frekvencí v rozsahu slyšitelnosti s patřičnými přídavnými zařízeními (sluchátky). Výsledek měření v decibelech se zakresluje do tzv. audiogramu. Diagnosticky se audiometr používá v otorinolaryngologii pro určení poruch sluchu.